# Golden Gala 2011
Il Compeed Golden Gala 2011 è stato la 31ª edizione dell'annuale meeting di atletica leggera, ed ha avuto luogo allo Stadio Olimpico di Roma dalle ore 18:45 alle 22:10 UTC+2 del 26 maggio 2011. Il meeting è stato anche la terza tappa del circuito IAAF Diamond League 2011.

## Programma
Il meeting ha visto lo svolgimento di 19 specialità, 10 maschili e 9 femminili e, di queste, 7 maschili e 9 femminili erano valide per la Diamond League. Oltre a queste, erano inserite in programma due serie di qualificazione per i 100 m maschili.
| #  | Orario | Specialità        |
| -- | ------ | ----------------- |
| 1  | 18:55  | Getto del peso    |
| 2  | 19:45  | Salto con l'asta  |
| 3  | 20:03  | 400 m hs          |
| 4  | 20:38  | 200 m             |
| 5  | 20:40  | Salto triplo      |
| 6  | 21:08  | 800 m             |
| 7  | 21:25  | 5000 m            |
| 8  | 21:45  | 100 m             |
| 9  | 21:53  | 400 m             |
| 10 | 22:07  | Staffetta 4×100 m |

| # | Orario | Specialità             |
| - | ------ | ---------------------- |
| 1 | 18:45  | Lancio del disco       |
| 2 | 19:00  | Salto in lungo         |
| 3 | 20:10  | 3000 m siepi           |
| 4 | 20:20  | Salto in alto          |
| 5 | 20:30  | 400 m                  |
| 6 | 20:35  | Lancio del giavellotto |
| 7 | 20:50  | 100 m hs               |
| 8 | 21:00  | 1500 m                 |
| 9 | 21:15  | 200 m                  |

     Specialità valide per la Diamond League

## Risultati
Di seguito i primi tre classificati di ogni specialità.

### Uomini
| Specialità        |                   | Prestazione | 2º classificato       | Prestazione | 3º classificato        | Prestazione |
| 100 m             | Usain Bolt        | 9.91        | Asafa Powell          | 9.93        | Christophe Lemaitre    | 10.00       |
| 200 m             | Andrew Howe       | 20.31       | Marvin Anderson       | 20.49       | Rondel Sorrillo        | 20.68       |
| 400 m             | Chris Brown       | 45.16       | Jermaine Gonzales     | 45.43       | Jonathan Borlée        | 45.53       |
| 800 m             | Khadevis Robinson | 1'45.09     | Mbulaeni Mulaudzi     | 1'45.50     | Mohammad Al-Azemi      | 1'45.52     |
| 5000 m            | Imane Merga       | 12'54.21    | Isiah Kiplangat Koech | 12'54.59    | Vincent Kiprop Chepkok | 12'55.29    |
| 400 m hs          | L. J. van Zyl     | 47.91       | David Greene          | 48.24       | Angelo Taylor          | 48.66       |
| Salto triplo      | Phillips Idowu    | 17.59 m     | Christian Olsson      | 17.29 m     | Alexis Copello         | 17.14 m     |
| Salto con l'asta  | Renaud Lavillenie | 5.82 m      | Malte Mohr            | 5.72 m      | Maksym Mazuryk         | 5.62 m      |
| Getto del peso    | Dylan Armstrong   | 21.60 m     | Tomasz Majewski       | 21.20 m     | Reese Hoffa            | 21.13 m     |
| Staffetta 4x100 m | Canada            | 38.65       | Italia                | 38.89       | Germania               | 39.09       |

     Atleti al primo posto nella classifica di specialità.
     Prestazione che stabilisce il nuovo record del meeting.

### Donne
| Specialità             |                      | Prestazione | 2º classificato     | Prestazione | 3º classificato          | Prestazione |
| 200 m                  | Bianca Knight        | 22.64       | Kerron Stewart      | 22.74       | Debbie Ferguson-McKenzie | 22.76       |
| 400 m                  | Allyson Felix        | 49.81       | Amantle Montsho     | 50.47       | Francena McCorory        | 50.70       |
| 1500 m                 | Maryam Yusuf Jamal   | 4'01.60     | Meskerem Assefa     | 4'02.12     | Gelete Burka             | 4'03.28     |
| 3000 m siepi           | Milcah Chemos Cheywa | 9'12.89     | Sofia Assefa        | 9'15.04     | Habiba Ghribi            | 9'20.33     |
| 100 m hs               | Dawn Harper          | 12.70       | Kellie Wells        | 12.73       | Danielle Carruthers      | 12.80       |
| Salto in alto          | Blanka Vlašić        | 1.95 m      | Levern Spencer      | 1.92 m      | Melanie Melfort          | 1.92 m      |
| Salto in lungo         | Brittney Reese       | 6.94 m      | Funmi Jimoh         | 6.87 m      | Éloyse Lesueur           | 6.64 m      |
| Lancio del disco       | Yarelis Barrios      | 64.18 m     | Nadine Müller       | 63.17 m     | Yanfeng Li               | 62.55 m     |
| Lancio del giavellotto | Mariya Abakumova     | 65.40 m     | Christina Obergföll | 63.97 m     | Barbora Špotáková        | 63.32 m     |

     Atlete al primo posto nella classifica di specialità.
     Prestazione che stabilisce il nuovo record del meeting.